# ماوريسيو فيكتورينو
ماوريسيو بيرناردو فيكتورينو دانسيليو (بالإسبانية: Mauricio Bernardo Victorino Dansilio) (مواليد 11 أكتوبر 1982 في مونتيفيديو) لاعب كرة قدم أوروغواياني يلعب حاليا في نادي يونيفيرسيداد تشيلي . .

## روابط خارجية
- ماوريسيو فيكتورينو على موقع الاتحاد الدولي (مؤرشف)  (الإنجليزية)
- ماوريسيو فيكتورينو على موقع إي إس بي إن إف سي (الإنجليزية)
- ماوريسيو فيكتورينو على موقع قاعدة بيانات كرة القدم.إي يو (الإنجليزية)
- ماوريسيو فيكتورينو على موقع ناشيونال فوتبول تيمز (الإنجليزية)
- ماوريسيو فيكتورينو على موقع Soccerway.com (الإنجليزية)
- ماوريسيو فيكتورينو على موقع عالم كرة القدم.نت (الإنجليزية)
- ماوريسيو فيكتورينو على موقع كووورة
- ماوريسيو فيكتورينو على موقع AS.com (الإسبانية)